# نجاة أبو بكر
نجاة أبو بكر (1964-) هي سياسية فلسطينية ولدت في مدينة جنين. درست الابتدائية والإعدادية والثانوية في مدارس بلدة عرابة قضاء جنين، وحصلت على شهادة الثانوية العامة بالفرع الأدبي عام 1984، حاصلة على شهادة البكالوريوس في علم الاجتماع فرعي صحافة من جامعة النجاح عام 1990، وعلى الماجستير في التخطيط الإقليمي عام 2000، وحاصلة على الدكتوراه في علم الاجتماع السياسي من كلية الآداب في جامعة القاهرة عام 2006.

## حياتها العملية والسياسية
بدأت نجاة عمر أبو بكر عملها بافتتاح مكتب بيسان للصحافة والإعلام وعملت من خلاله مع الوكالة الإيطالية حيث أصبحت مديرة مكتبها في جنين، ومراسلة لوكالة فرانس بريس، ومراسلة لصحيفة الفجر الفلسطينية حتى عام 1994. ثم تولت منصب مديرة مركز المعلومات والتوثيق للانتهاكات الإسرائيلية في شمال الضفة الغربية في جمعية الدراسات العربية التابعة لبيت الشرق خلال الفترة (1992-1995). تسلمت إدارة شؤون الطلبة والعلاقات العامة في جامعة القدس المفتوحة في الفترة (1995-1998). ثم شغلت منصب مدير عام في وزارة الاقتصاد في فرع نابلس حيث كانت مسؤولة عن الرقابة على الذهب وحماية المستهلك شمال الضفة خلال الفترة (1998-2005). انتقلت للعمل في مقر الوزارة في رام الله في منصب مدير عام لحماية المستهلك في الضفة حتى عام 2006.
تفاعلت أبو بكر مع الانتفاضة الأولى وكانت ضمن كوادر القيادة الوطنية الموحدة، وتم انتخابها عضو في لجنة إقليم عن محافظة نابلس عام 2000، وانتُخبت عضو في المجلس التشريعي الفلسطيني عام 2006 عن قائمة حركة فتح حيث بقيت حتى حل المجلس بقرار من المحكمة الدستورية العليا عام 2018. تولت خلال عضويتها بالمجلس التشريعي عضوية عدد من اللجان من بينها اللجان السياسية والصحية والاجتماعية، وشاركت في عدة لجان تحقيق في قضايا عامة، ورفعت صوتها عالياً ضد قضايا الفساد داخل المؤسسات الرسمية. ترشحت لعضوية للجنة المركزية التابعة لحركة فتح عام 2009. اعتصمت داخل المجلس التشريعي لمدة شهر ضد محاولات اعتقالها. صدر قرار بفصلها عن حركة فتح عام 2016، وجرِّدت من مسمياتها التنظيمية كافةً التي تولتها سابقا. أنشأت تجمع كنعانيات الذي يهدف إلى تمكين النساء اقتصادياً، وافتتحت صالوناً ثقافياً ينظم لقاءً أسبوعياً.